# Rumince
Rumince é um município da Eslováquia, situado no distrito de Rimavská Sobota, na região de Banská Bystrica. Tem 12,05 km² de área e sua população em 2018 foi estimada em 371 habitantes.

## Demografia
| Ano:        | 1994 | 2004   | 2014   | 2024   |
| ----------- | ---- | ------ | ------ | ------ |
| Broj ljudi: | 428  | 407    | 367    | 347    |
| Razlika:    |      | -4,90% | -9,82% | -5,44% |

| Ano:               | 2023 | 2024   |
| ------------------ | ---- | ------ |
| Número de pessoas: | 350  | 347    |
| Diferença:         |      | -0,85% |